# Neoclytus caprea
Neoclytus caprea là một loài bọ cánh cứng trong họ Cerambycidae.